# كهف الصليب
كهف الصليب الذي يُطلق عليه أيضًا الكهف البارد تحت جبل الصليب، هو كهف في وادي لو كارست في سلوفينيا.

## التسمية
سمي الكهف على اسم كنيسة الصليب المقدس القريبة في بودلو. يشتهر الكهف بسلسلة تضم أكثر من 45 بحيرة تحت الأرض من المياه الخضراء الزمردي اللون.

## روابط خارجية
- Cross Cave. Official webpage.
- Cross Cave. A map and a virtual panorama.
- Cross Cave. Map and basic data. Online Cave Registry; Geopedia.si.